# Пийройнен, Пеэту
Пеэту Пийройнен (фин. Peetu Piiroinen; 15 февраля 1988, Хювинкяа, Финляндия) — финский сноубордист, выступающий в дисциплинах биг-эйр, слоупстайл и хафпайп.
- Серебряный призёр зимних Олимпийских игр 2010 года в Ванкувере в хафпайпе;
- Бронзовый призёр X-Games в слоупстайле (2012, 2013);
- Бронзовый призёр общего зачёта Кубка мира (2006/2007);
- Обладатель малого хрустального глобуса в биг-эйре (2006/2007);
- Бронзовый призёр зачёта Кубка мира в биг-эйре (2008/2009);
- Многократный победитель и призёр этапов Кубка мира (всего — 10 подиумов);
- Чемпион Финляндии в хафпайпе (2014);
- Бронзовый призёр чемпионата мира среди юниоров в хафпайпе (2006);
- Победитель юношеского Олимпийского фестиваля в хафпайпе (2005);
- Бронзовый призёр FIS Race.